# Věra Červinková
Věra Červinková, rozená Čadilová (27. srpna 1905 Zlonín – 24. listopadu 1944 Věznice Plötzensee)  byla účastnice českého protinacistického odboje popravená nacistickým režimem.
Pracovala jako referentka v Ústředním pojišťovacím ústavu v Praze. Po německé okupaci Čech, Moravy a Slezska  se v létě 1942 připojila k tzv. Rudé pomoci (německy Rote Hilfe) sbírala dary pro potřebné ženy a děti politických vězňů a každý měsíc dávala této organizace peníze. Poskytovala také ubytování pronásledovaným.  Na jaře 1943 opatřila nevyplněné formuláře pro výrobu padělaných dokladů.
Dne 9. září 1944 byla odsouzena k trestu smrti za „přípravu na velezradu" (šíření komunistických letáků, podpora rodin zatčených, ubytovávání odbojářů a získávání dokladů pro ně). Dne 24. listopadu 1944 byla v Berlíně, Plötzensee popravena gilotinou.